# Lefkochóri (Thessalonique)
Lefkochóri (grec moderne : Λευκοχώρι) est une localité située dans le dème de Langadás, dans le district régional de Thessalonique, dans la periphérie de Macédoine-Centrale, en Grèce.
Selon le recensement de 2011, elle compte 236 habitants.